# Gambia Democratic Party
Die Gambia Democratic Party (GDP oder DP) (deutsch „Demokratische Partei Gambias“) war eine demokratische politische Partei in Britisch-Gambia.

## Geschichte
Die Gambia Democratic Party wurde im Juni 1951 als erste Partei in der britischen Kolonie Gambia gegründet. Entstanden ist sie aus der Bewegung Committee of Union and Progress um Reverend John Colley Faye bei der Erlangung von einem der zwei Sitze für Bathurst (ehemaliger Name der Hauptstadt Banjul) im Legislativrat bei der Wahl im Oktober 1951. Faye konnte bei der Wahl einen Sitz, wie Ibrahima Momodou Garba-Jahumpa von der Bathurst Young Muslims Society, erreichen und stach dabei Pierre Sarr N’Jie von der United Party (UP) aus.
Auch zu der Wahl zum Council 1954 erlangte die GDP einen von drei Sitzen. Die Popularität der Partei sank aber und man ging Mitte der 1950er eine taktische Allianz mit der UP ein; später, 1959, mit dem Gambia Muslim Congress (GMC).
Vor den Parlamentswahlen 1960 vereinigte sich die GMC mit der GDP unter der Führung von Faye und bildete die neue Partei Democratic Congress Alliance (DCA).

## Wahlergebnisse
| \| Wahlergebnisse \| Wahlergebnisse \| Wahlergebnisse \| Wahlergebnisse \| Wahlergebnisse \| \| Wahl \| Jahr \| Stimmenanzahl \| Stimmenanteil \| Sitze oder Präsidentschaftskandidat \| \| -------------- \| -------------- \| -------------- \| -------------- \| ----------------------------------- \| \| Parlament \| 1951 \| 905 \| 27,1 % \| 1 von 3 \| \| Parlament \| 1954 \| 1.979 \| 26,5 % \| 1 von 4 \| | Stimmanteile (in %) 25%20% 15%10% 5% 0% 5154 |               |               |                                     |
| Wahlergebnisse |                                              |               |               |                                     |
| Wahl | Jahr                                         | Stimmenanzahl | Stimmenanteil | Sitze oder Präsidentschaftskandidat |
| Parlament | 1951                                         | 905           | 27,1 %        | 1 von 3                             |
| Parlament | 1954                                         | 1.979         | 26,5 %        | 1 von 4                             |